# Sierlijk stormvogeltje
Het sierlijk stormvogeltje (Oceanites gracilis) is een vogel uit de familie van de zuidelijke stormvogeltjes.

## Verspreiding en leefgebied
Deze soort telt twee ondersoorten:
- O. g. gracilis: komt voor in de oostelijke Grote Oceaan van Ecuador tot Chili en broedt in de Atacama woestijn in zuidelijk Peru en noordelijk Chili.
- O. g. galapagoensis: de Galapagoseilanden.

## Status
Er is bijna niets bekend over de broedlocaties van deze soort, daarom heeft deze op de Rode lijst van de IUCN de status onzeker.